# جوناثان ستيفنز
جوناثان ستيفنز (بالإنجليزية: Jonathan Stephens)‏ هو موظف مدني بريطاني، ولد في 8 فبراير 1960 في بروملي ‏ في المملكة المتحدة.